# Caso Stan contra Prodan
El Caso Stan contra Prodan o Dec. No. 5946/212/2015 se refiere a un caso judicial de la Curtea de Apel Constanța—en español: Corte de Apelación de Constanza—en el que la cantante rumana Alexandra Stan acusó a su mánager Marcel Prodan de chantaje, agresión, engaño y evasión fiscal. En junio de 2013, Stan y Prodan viajaban en un automóvil en la Autostrada Soarelui—en español: Autopista del Sol—entre las ciudades de Constanza y Valu lui Traian. Fueron detenidos por oficiales de policía quienes los encontraron peleando y Stan fue llevada al hospital. La cantante apareció más tarde en la televisión nacional con evidencias de agresión en su rostro, lo que generó la atención de los medios en Rumania.
Según la cantante, el incidente ocurrió después de que ella le preguntara a Prodan sobre sus ganancias. Él reaccionó violentamente y la agredió. Prodan dijo que había actuado en defensa propia luego de que Stan lo golpeó en su auto y amenazó con suicidarse. Después de varias audiencias con magistrados, Prodan recibió una sentencia suspendida de siete meses por «el delito de agresión u otro tipo de violencia» y se evaluaron los daños. La corte dictaminó que las otras acusaciones de Stan eran infundadas y la multaron con los costos de la corte, aunque las multas de Prodan se incrementaron más tarde. Esta decisión fue dictada por el tribunal el 21 de diciembre de 2016.

## Antecedentes

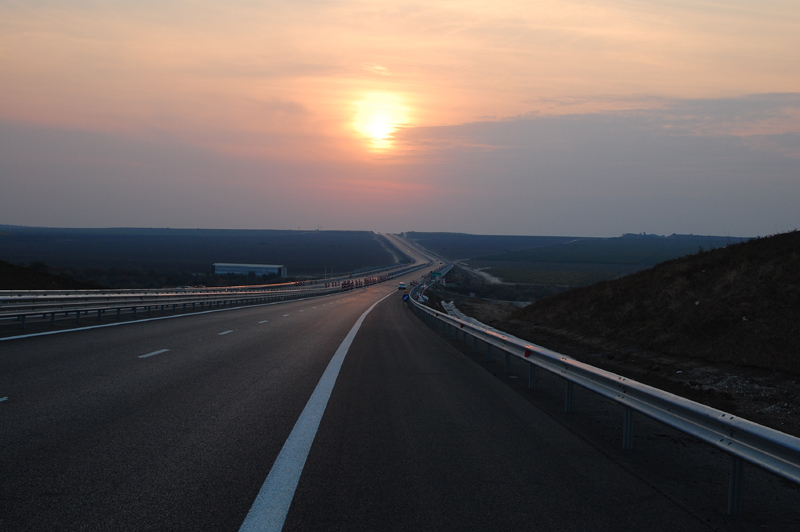
Autostrada Soarelui, donde la policía detuvo el automóvil de Stan y Prodan, y la cantante fue llevada al hospital

En 2009, Alexandra Stan fue descubierta en un bar de karaoke por los productores rumanos Marcel Prodan y Andrei Nemirschi, quienes le ofrecieron un contrato de grabación con su sello Maan Records. Ese año grabó un sencillo promocional, «Show Me The Way». En 2011, el sencillo de Stan, «Mr. Saxobeat», encabezó el Top 100 de Rumania por ocho semanas consecutivas. La canción también tuvo éxito comercial en el extranjero, alcanzando el número uno en Austria, Dinamarca, Alemania, Hungría, Israel, Italia, Eslovaquia, Suiza y Turquía. Fue la primera canción rumana en encabezar la lista German Singles Chart desde Dragostea Din Tei de O-Zone en 2004.
Según los portavoces del Poliţia Judeţeană Constanţa—en español: Departamento de Policía Nacional de Constanza—, el 16 de junio de 2013, Stan fue recogida en la Autostrada Soarelui—en español: Autopista del Sol—, que conecta las ciudades de Constanza y Valu lui Traian, a las 19:00 por la Poliția Rutieră—en español: Policía de tráfico—, quienes vieron a un hombre y una mujer discutiendo en un auto en medio de la autopista. Las partes fueron identificadas como Stan y Prodan. Ella tenía evidencia visible de agresión física (moretones faciales), lo que llevó a la policía a sugerir que la llevaran al hospital y posiblemente presentar una queja contra su agresor. Stan fue llevada a Spitalul Clinic Judeţean de Urgenţă Constanţa—en español: Hospital de Emergencia del Condado de Constanza—donde fue tratada y puesta en libertad.

## Alegatos y audiencias
Después de que Stan fue llevada a otro hospital en Medgidia, ella acusó a Prodan de abuso físico, y posteriormente presentó denuncias de chantaje, agresión, engaño y evasión fiscal. Stan insistió en que un mensaje de que cancelaría los conciertos debido a un accidente de tránsito fue publicado por Prodan en sus redes sociales y no era cierto. Prodan no respondió de inmediato a las acusaciones y no pudo ser contactado por correo electrónico o por teléfono. Según Stan, Prodan la golpeó para intimidarla por exigir dinero, unos €40.000 ganados en sus conciertos. En el hospital, Stan se contactó con un fisiólogo, un oftalmólogo y un neurólogo. Ella también apareció en la televisión nacional, atrayendo cobertura de medios en Rumania.
En noviembre de 2014, los jueces de Constanza decidieron no condenar a Prodan por la queja de Stan debido a la falta de evidencia. Sin embargo, en junio de 2015, se realizó una audiencia preliminar con magistrados. Prodan declaró que él y Stan tenían «más que una relación profesional», que planeaba terminar. Según él, el incidente comenzó cuando le dijo a Stan en su estudio de grabación que ella había cantado mal. Prodan alegó que Stan no quería irse y dijo que la empujó hacia la salida. Prodan también declaró que Stan se resbaló en un piso mojado mientras trataba de golpearlo.  Al describir los eventos en su automóvil, Prodan dijo que Stan comenzó a darle patadas. Él se defendió, golpeándola cuando ella tiró del volante hacia la derecha. Prodan testificó que Stan lloró, dijo que quería suicidarse y abrió la puerta para saltar del auto. Él agarró su mano y se detuvo. Stan, llorando durante la audiencia, dijo que Prodan la arrojó a su auto y la golpeó varias veces durante el viaje. En shock, ella tiró del volante para salir del auto. Ella negó que su relación se extendiera más allá del negocio.
En otra audiencia a fines de diciembre de 2015, Stan asistió con su actual pareja. Durante esa audiencia, la cantante exigió más de €1.000.000 en daños y perjuicios a Prodan. La exesposa de Prodan y Nicolae Nemirschi, el padre del compositor y colega de producción de Prodan, Andrei Nemirschi, también estuvieron presentes, y declararon que la cantante tuvo un romance con Prodan, que Stan negó. La exesposa de Prodan dijo que su matrimonio terminó después de que ella colocara un dispositivo de grabación en el auto de Prodan que evidenció su relación romántica con Stan. El 19 de febrero de 2016, Prodan recibió una sentencia suspendida de siete meses por el «delito de agresión u otro tipo de violencia» y se le ordenó pagar a Stan €193 por atención médica y €10.000 por daños. El tribunal dictaminó que no había pruebas suficientes para respaldar las otras acusaciones hechas por la cantante y se informó a fines de noviembre de 2016 que a Stan se le impusieron €500 en costos judiciales. En la apelación, su indemnización por los daños de Prodan se incrementó a €25.000. Esa decisión fue finalizada por el tribunal el 21 de diciembre de 2016.

## Procedimientos legales relacionados y secuelas
Después de la recuperación de Stan, Prodan la demandó por usar sus canciones en sus actuaciones en vivo, una batalla de derechos de autor que ella finalmente ganó en junio de 2014. En febrero de 2016, representantes de la firma de abogados que representaron a Stan durante su proceso judicial con Prodan presentaron una demanda contra ella alegando que no pagó algunos honorarios. Los jueces desestimaron la demanda pero la firma de abogados presentó una apelación de la decisión.
El comentarista rumano Mircea Toma dijo: «Los medios de comunicación [rumanos] tratan este tema de manera burlona. Una mujer golpeada es objeto de ironía, algo sensacionalista y la violencia en sí no está condenada. [Los rumanos] tienen una mentalidad arcaica y patriarcal, y sería bueno para ella hacer todo el camino para obtener justicia y una buena oportunidad para que la sociedad discuta la violencia doméstica». Stan recibió el apoyo de sus fanáticos y amenazas de muerte contra Prodan se publicaron en sus cuentas de redes sociales. Los antiguos vecinos de Prodan en Vișina, que aún visitaba en ese momento, fueron generalmente antagónicos con Stan, y llamaban a Prodan un «niño tranquilo» y sugirieron que probablemente ella merecía la golpiza. A fines de 2013, Stan lanzó una campaña contra la violencia doméstica llamada «Nu bate! Mai bine cântă!»—en español: ¡No golpees! ¡Mejor canta!—. Su canción del 2014, «Thanks for Leaving», alude a su recuperación del violento incidente con Prodan. Gheorghe Chelu, de la revista Click!, asoció el título de la canción de Stan del 2017, «9 Lives», con el caso diciendo «ningún problema ha logrado derribarla».